# Айсштосс
Операция «Айсштосс» (нем. «Eis Stoß» «ледовый удар; битьё льда») — военно-воздушная операция люфтваффе, проводившаяся в апреле 1942 года с целью уничтожения основных сил советского Балтийского флота в Ленинграде. Составная часть битвы за Ленинград. Логическим продолжением её была операция «Гёц фон Берлихинген» (нем. «Götz von Berlichingen»). Окончилась практически безрезультатно.

## План операции и силы сторон
Планируя боевые действия в летней кампании 1942 года, германское командование рассчитывало при благоприятных условиях повторить попытку захвата блокированного Ленинграда. Одним из главных препятствий к реализации этой цели являлись корабли советского Балтийского флота. Располагавший большим количеством мощной корабельной артиллерии флот уже сыграл большую роль в отражении сентябрьского натиска противника на Ленинград в 1941 году. Поэтому было решено до начала нового наступления сухопутных войск на Ленинград уничтожить советские корабли, дислоцировавшиеся на Неве. Кроме того, на уничтожении советского флота настаивали лично Адольф Гитлер и Герман Геринг, которые и явились инициаторами операции. Операцию намечалось осуществить до вскрытия Невы, пока корабли оставались скованными льдом и не могли маневрировать, уклоняться от ударов.
Приказ о начале операции был отдан 28 марта 1942 года. 

### Германия
Операция проводилась силами 1-го авиационного корпуса (командир — генерал авиации Гельмут Фёрстер) 1-го воздушного флота (командующий генерал авиации Альфред Келлер).
Основными целями немецкой авиации были выбраны стоявшие на Неве линкор «Октябрьская революция», крейсеры «Киров», «Максим Горький», эсминцы «Сильный», «Страшный», «Грозящий», «Свирепый», «Строгий», «Стройный», «Стойкий», «Славный», лидер эскадренных миноносцев «Ленинград», надводные минные заградители «Марти», «Урал», «Ристна».
26 марта силы 1-го воздушного флота начали подготовку к операции «Айсштосс». На льду одного из озёр были построены контуры советских военных кораблей в натуральную величину и в том положении, в котором они стояли на Неве. Была установлена следующая очерёдность действий: при подходе авиации к целям немецкая артиллерия наносила массированные удары по кораблям и позициям советской зенитной артиллерии в Ленинграде, сразу после прекращения артогня самолёты заходили на цели, в первую очередь удары наносились по линейному кораблю «Октябрьская революция», затем по крейсерам и надводному заградителю «Марти». Задача операции решалась массированными налётами бомбардировщиков при поддержке истребителей. За два дня до начала операции тяжелая артиллерия 18-й немецкой армии должна была приступить к подавлению противовоздушной обороны кораблей. Корректировка артиллерийского огня возлагалась на лётчиков-наблюдателей, к операции привлекались большие силы истребительной авиации. Для уничтожения кораблей были доставлены 1-тонные бомбы.

### СССР
Противовоздушную оборону Ленинграда, в том числе вмёрзших в невский лёд кораблей, осуществлял Ленинградский корпусной район ПВО (командир — генерал-майор артиллерии Г. С. Зашихин), который 5 апреля был переформирован в Ленинградскую армию ПВО под его же командованием. В составе этого района на конец марта находились 7 зенитно-артиллерийских полков и 1 зенитный пулемётный полк, 2 отдельных зенитных артиллерийских дивизиона, 1 зенитный прожекторный полк, подразделения ВНОС). Вокруг города были развёрнуты несколько радиолокационных станций РУС-2. Воздушное прикрытие обороны города осуществлял 7-й истребительный авиационный корпус ПВО в составе 5 истребительных авиаполков (командир генерал-майор авиации Е. Е. Ерлыкин) и 2 истребительных авиаполка ВВС Балтийского флота.
Большинство советских кораблей к тому времени были усилены зенитной артиллерией и зенитными пулемётами, они были включены в общую систему ПВО Ленинграда. Советское командование прогнозировало попытки немецкой авиации уничтожить корабли, а вскоре один из самолётов разведывательной авиации обнаружил немецкий учебный ледовый полигон. В районе дислокации кораблей срочно был дополнительно развёрнут зенитно-артиллерийский полк, ближе к кораблям перемещены некоторые другие батареи ПВО, из Кронштадта на усиление ПВО Ленинграда переброшены ещё 5 зенитных батарей. С 31 марта 1942 года все части ПВО и ВВС в Ленинграде находились в состоянии полной боевой готовности.

## Ход операции «Айсштосс»
Операция началась 4 апреля. Около 19 часов после артиллерийского налёта по стоянкам кораблей они подверглись атаке 191 самолёта противника (132 бомбардировщика и 59 истребителей), действовавших тремя большими группами. 37 бомбардировщиков имели задачу подавить зенитные батареи, остальные были нацелены на корабли. Их подход был своевременно замечен, все силы противовоздушной обороны Ленинградского фронта и Балтийского флота были подняты по тревоге, но до истребительной авиации приказ дошёл с опозданием. Мощный зенитный огонь не позволил немецким лётчикам прицельно отбомбиться по кораблям: из 230 сброшенных авиабомб вблизи кораблей разорвались только 70, прямое попадание было только одно: бомба пробила палубу крейсера «Киров», затем пробила борт и разорвалась в воде у борта. От детонации были повреждены 2 орудия крейсера. Лёгкие повреждения и вмятины от осколков получили ещё 6 кораблей, плавкран и плавучий док. Имелось прямое попадание бомбы в одну из зенитных батарей, погибло 8 и было ранено 7 зенитчиков. Основная масса бомбардировщиков отбомбилась по жилым кварталам Ленинграда, при этом погибло 116 и было ранено 311 мирных жителей. Истребительная авиация поднялась в воздух со значительным опозданием, и её действия были неудачными. Заявленное число сбитых немецких самолётов было велико — по разным источникам, от 18 до 24 сбитых, или даже «25 сбитых и 10 поврежденных», но фактически все немецкие самолёты вернулись на аэродромы, около десятка имели повреждения. Советские потери — 4 истребителя.
В ночь на 5 апреля был совершён повторный авианалёт силами 31 бомбардировщика по линкору «Октябрьская революция», окончившийся безуспешно: к городу прорвались 18 бомбардировщиков, к району стоянок кораблей — 8, все сброшенные бомбы легли со значительным удалением. При этом вновь большие разрушения имелись в Ленинграде, погибло до 50 и было ранено около 100 мирных жителей. Сразу два госпиталя оказались разрушены прямыми попаданиями.
Днём 5 апреля состоялся третий налёт, вновь окончившийся неудачно: только минный заградитель «Марти» получил две пробоины от близких разрывов авиабомб, повреждения корабля оказались незначительными. Изучив данные контрольной фотосъёмки, командование 1-го авиационного корпуса пришло к решению об отказе от продолжения операции: мощность зенитного огня была столь высокой, что отсутствие потерь казалось чудом, и в дальнейшем потери ожидались неизбежными. При этом налицо было практически полное отсутствие результатов. Мотивируя своё решение просьбой командующего германской группой армий «Север» Георга фон Кюхлера об оказании помощи сухопутным войскам в Демянском сражении, командующий флотом доложил Гитлеру о приостановке операции.

## Ход операции «Гёц фон Берлихинген»
Когда немецким войскам удалось деблокировать свою окруженную группировку под Демянском, Гитлер вновь потребовал возобновить удары по советским кораблям. Новая операция получила кодовое наименование «Гёц фон Берлихинген». Она выполнялась теми же силами и с такими же задачами. Новым стало лишь изменение тактики: атаки выполнялись небольшими группами бомбардировщиков с разных направлений, пикирование на корабли лётчики противника осуществляли через «окна» в облаках при одновременном обстреле кораблей артиллерией.
Первый удар состоялся 24 апреля 1942 года после мощного артиллерийского удара по кораблям, в результате которого были повреждены минный заградитель «Марти» и одна подводная лодка «К-51». Затем 62 бомбардировщика и 28 истребителей в течение трёх часов атаковали корабли с разных направлений. Изменение тактики оказалось неожиданным для советской противовоздушной обороны, опасность для кораблей резко возросла. Так, вблизи линкора «Октябрьская революция» разорвалось 25 авиабомб, были повреждены 2 зенитных пулемёта, погиб 1 и было ранено 8 членов экипажа. У крейсера «Максим Горький» разорвались 15 авиабомб и почти 100 снарядов, были повреждены некоторые надстройки, погибли 4 и было ранено 8 членов экипажа. Осколочные повреждения получили ещё 2 эсминца, 2 тральщика, 5 сторожевых катеров, 1 пароход.
Сильнее всех пострадал крейсер «Киров», получивший 3 прямых попадания авиабомб. Был уничтожен запасной командный пункт корабля, перебиты некоторые трубопроводы и паропроводы, уничтожены некоторые помещения. Возник пожар в погребах боеприпасов, начались разрывы находившихся там снарядов; во избежание взрыва корабля несколько артиллерийских погребов пришлось затопить. Были повреждены 6 орудий и 2 зенитных пулемёта. Погибло 86 и было ранено 46 членов экипажа.
В городе имелись прямые попадания по позициям трёх зенитных батарей и по штабу Балтийского флота, находившемуся в здании Военно-медицинской академии (погибло 9 и было ранено 46 человек). В Ленинграде было разрушено и повреждено 36 жилых домов, погибло 117 и было ранено 340 мирных жителей. Имелись разрушения на Балтийском заводе и Адмиралтейском заводе. По советским данным, было сбито 20 и повреждено 14 самолётов противника, немцы признали потерю одного и повреждения двух самолётов.
Встревоженное этим налётом, советское командование приняло спешные меры: была изменена дислокация кораблей. «Киров» и «Максим Горький» были отбуксированы на новые стоянки, их место заняли сравнимые по размерам суда, не имеющие боевой ценности. Остальные корабли спешно маскировались. Были усилены зенитные батареи на наиболее опасных направлениях.
Днём 25 апреля состоялся новый налёт 40 бомбардировщиков. На этот раз попаданий в крупные корабли не было, противнику удалось потопить блокшив «Ворошилов» и пароход «Вахур». Также один снаряд попал в ферму спасательного судна «Коммуна». По советским данным, было сбито 17 самолётов (на 8 претендовали зенитчики и на 7 — истребители), немцы факт потерь отрицают.
27 апреля состоялся третий налёт силами 40 бомбардировщиков и 15 истребителей. Основным ударам подверглись крейсер «Максим Горький» (15 близких разрывов, имелись осколочные повреждения надстроек), эсминец «Грозящий» (осколочные повреждения надстроек). Было потоплено недостроенное учебное судно «Свирь», поставленное на место перемещённого крейсера «Киров». На береговых зенитных батареях было уничтожено 2 орудия, погибло до 20 зенитчиков.
Последний налёт 30 апреля не имел результатов. Прямых попаданий в корабли немцам добиться не удалось, имелись попадания осколков в 5 кораблей, потерь в личном составе не имелось. Зенитным огнём был сбит один бомбардировщик. После этого вылета операция была прекращена.

## Итоги операции
Ни одна из целей операции не была достигнута: боевые корабли Балтийского флота остались в строю (только крейсер «Киров» можно было считать сильно повреждённым, но и он летом 1942 года полностью был возвращён в строй). Лёгкие повреждения линкора «Октябрьская революция», крейсера «Максим Горький», двух эсминцев, 2 тральщиков, 1 подводной лодки, минного заградителя и 5 катеров не сказались на их боеспособности. Флот потерял только три вспомогательных корабля, что никак не отразилось на его огневой мощи. Эти результаты не соответствовали затраченным усилиям германского командования: 596 боевых вылетов, сброшено свыше 500 тонн авиабомб.
Впрочем, операция выявила серьёзные недостатки в организации ПВО Ленинграда и прежде всего слабое взаимодействие зенитных и истребительных частей. Не оперативной оказалась система оповещения о приближении вражеской авиации (информация до командиров полков истребительной авиации доходила с большим опозданием, хотя приближение авиации противника, как правило, замечалось своевременно). Система связи ПВО, основанная на проводной связи, оказалась уязвимой и часто выходила из строя, поэтому многочисленная зенитная артиллерия вместо прицельного огня в направлении прорывающихся бомбардировщиков на высоте их нахождения вела обычный малоэффективный заградительный огонь.
В советской литературе указывается на большие потери немецкой авиации, но цифры потерь весьма различны (в диапазоне от 60 до «свыше 90» сбитых самолётов или даже «100 сбитых и 27 повреждённых»). По немецким данным, было сбито всего 2 бомбардировщика (24 апреля горящий бомбардировщик при возвращении упал за линией фронта, 30 апреля сбитый бомбардировщик упал в черте Ленинграда), ещё до 10 самолётов получили повреждения. Поскольку сведения об упавших в черте города и в расположении советских войск немецких самолётах (кроме сбитого 30 апреля) отсутствуют, видимо, немецкие данные более близки к действительности.
Но этого нельзя сказать о заявленных немецким командованием успехах. Так, в докладе командования 1-го авиационного корпуса, который приводится в статье историка Г. Хюмельхена (ФРГ), утверждается о следующем количестве достигнутых прямых попаданий: в линкор «Октябрьская революция» — 4 (фактически 0), в крейсер «Максим Горький» — 7 (фактически 0), в крейсер «Киров» — 1 (фактически 3), в крейсер «Петропавловск» — 1 (фактически 0), предположительные 3 попадания в минный крейсер «Марти» (на самом деле минный заградитель, попаданий 0), в один из эсминцев — 1 (фактически ни один эсминец попаданий не имел), о повреждении учебного корабля «Свирь» (фактически потоплен), о потоплении недостроенного корпуса судна (возможно, за него приняли один из потопленных вспомогательных кораблей флота).